# Eurygnathohippus
Genre
Espèces de rang inférieur
- †E. afarense
- † E. albertense
- † E. baardi
- † E. cornelianus
- † E. hasumense
- † E. libycum
- † E. namaquense
- † E. turkanense
- † E. woldegabrieli[1]

Eurygnathohippus est un genre fossile de mammifères périssodactyles, de la famille des Équidés,. La majorité des fossiles connus de ce genre ont été découverts en Afrique, où ils vivaient entre la fin du Miocène et le Pléistocène,. Des fossiles d’Eurygnathohippus ont également été signalés dans les sédiments du Pliocène supérieur du plateau de Potwar au Pakistan et des collines de Siwalik au nord-ouest de l'Inde.

## Description

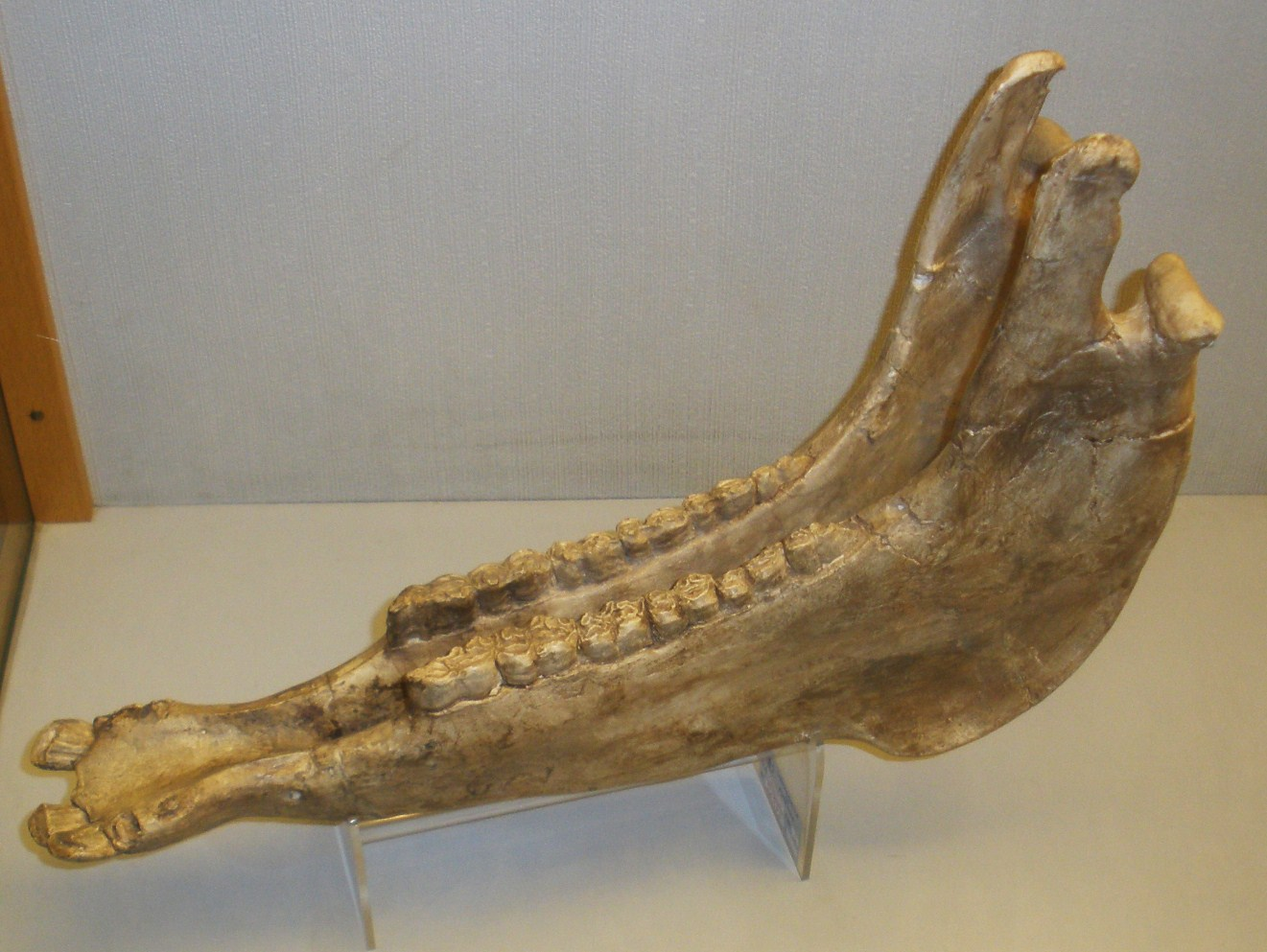
Mandibule de E. afarense exposé au Musée de géologie et de paléontologie de Florence.

Ce cheval primitif présentait une ressemblance remarquable avec les formes modernes. Certaines espèces atteignaient notamment une taille considérable, avec une hauteur au garrot d'environ 1,3 mètre. Son crâne présentait des proportions très proches de celles des chevaux modernes, avec un long museau, de puissants muscles masséters et des yeux positionnés loin en arrière. Ses dents étaient hypsodontes, c'est-à-dire à couronne haute, mais pas comme celles des formes modernes. Ses pieds possédaient encore trois doigts, comme tous ses proches parents (les hipparioninés), mais le doigt central était beaucoup plus robuste que les doigts latéraux.

## Classification
Eurygnathohippus est un représentant assez spécialisé du groupe des hipparioninés, qui comprend de nombreuses espèces de chevaux d'apparence moderne, mais possédant encore trois doigts. Ces chevaux ont prospéré pendant une grande partie du Miocène et du Pliocène, et ne se sont éteints qu'au Pléistocène moyen. Apparu il y a environ 7,2 millions d'années, Eurygnathohippus descend d'un hipparioniné similaire à Hippotherium, originaire d'Asie ou d'Europe. En quelques millions d'années, il a donné naissance à de nombreuses formes aux spécialisations diverses. Par exemple, dans les sols du Miocène supérieur de Lothagam, au Kenya, des fossiles de deux espèces très différentes dEurygnathohippus ont été découverts : l'une (E. turkanense) était grande et robuste, tandis que l'autre (E. feibeli) avait un corps élancé et de longues pattes.

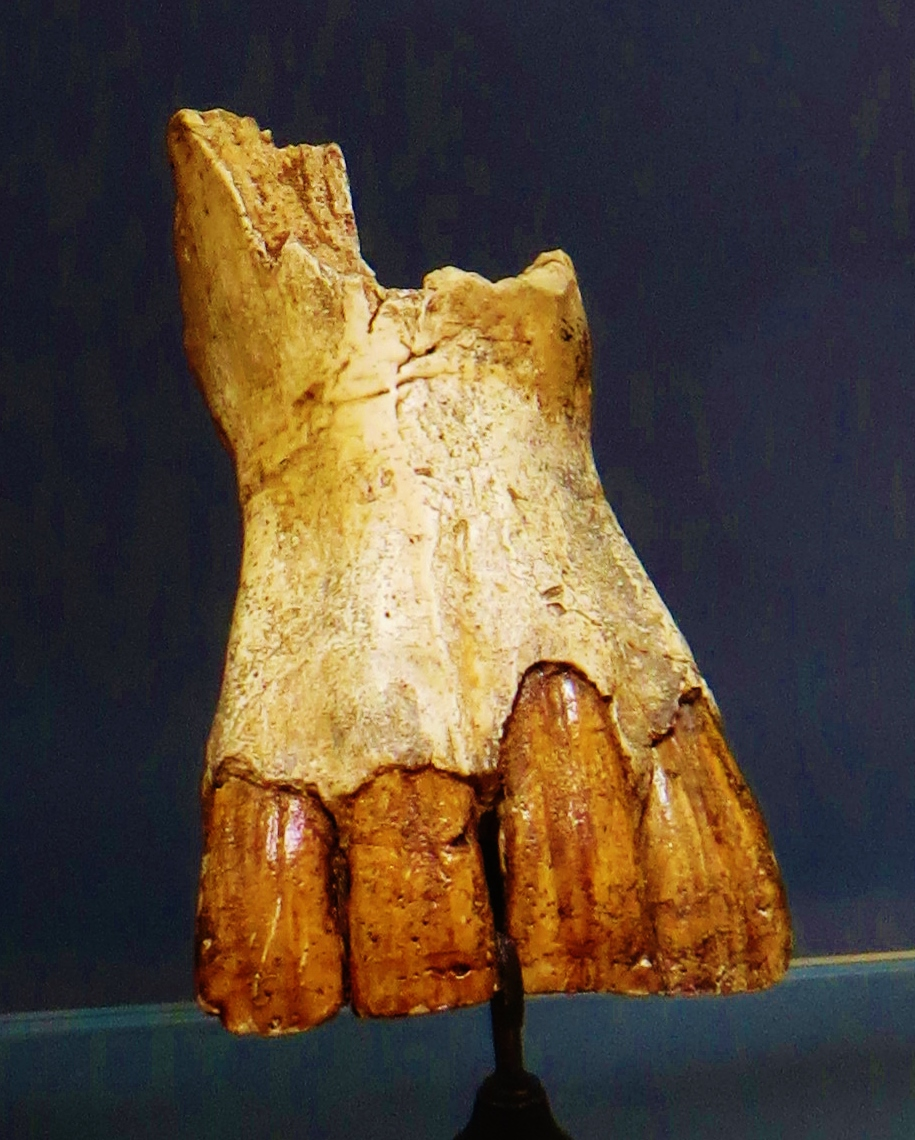
Incisives de Eurygnathohippus cf. cornelianum exposé dans la Galerie de Paléontologie et d'Anatomie comparée, Paris.

Une autre espèce plus récente (E. cornelianus), du Pliocène inférieur du Kenya, était particulièrement spécialisée : elle combinait un ensemble de molaires hypsodontes avec un museau exceptionnellement allongé et des incisives qui lui permettaient d'atteindre plus facilement l'herbe courte. Parmi les autres espèces, on trouve E. woldegabrieli, du Pliocène moyen d'Éthiopie et E. afarense, du Pliocène/Pléistocène du Tchad et d'Éthiopie. Des fossiles attribués à Eurygnathohippus ont également été découverts au Pakistan.

## Paléobiologie
Les différentes espèces d’Eurygnathohippus occupaient des niches écologiques différentes : par exemple, E. turkanense, avec sa constitution robuste, était peut-être mieux adapté aux environnements boisés, tandis qu’E. feibeli semble avoir été plus adapté aux terrains ouverts, grâce à ses proportions de coureur. E. cornelianus, en revanche, semble s'être spécialisé dans le pâturage d'herbes courtes et dures, à l'instar des chevaux modernes.